# Епархия Лиры
Епархия Лиры (лат. Dioecesis Lirensis) — епархия Римско-Католической Церкви с центром в городе Лира, Уганда. Епархия Лиры входит в митрополию Гулу. Кафедральным собором епархии Лиры является церковь святых Угандийских мучеников в городе Лира.

## История
12 июля 1968 года Римский папа Павел VI издал буллу Firmissima spe ducti, которой учредил епархию Лиры, выделив её из епархии Гулу.

## Ординарии епархии
- епископ Cesare Asili (12.07.1968 — 12.10.1988);
- епископ Joseph Oyanga (4.07.1989 — 2.12.2003);
- епископ Giuseppe Franzelli MCCI[1] (1.04.2005 — по настоящее время).

## Источник
- Annuario Pontificio, Libreria Editrice Vaticana, Città del Vaticano, 2003, ISBN 88-209-7422-3
- Булла Firmissima spe ducti  (лат.)